# Arquidiócesis de San Andrés y Edimburgo
La arquidiócesis de San Andrés y Edimburgo (en latín: Archidioecesis Sancti Andreae et Edimburgensis y en inglés: Roman Catholic Archdiocese of St Andrews and Edinburgh) es una circunscripción eclesiástica de la Iglesia católica en el Reino Unido. Se trata de una arquidiócesis latina, sede metropolitana de la provincia eclesiástica de San Andrés y Edimburgo. Desde el 24 de julio de 2013 su arzobispo es Leo William Cushley.

## Territorio y organización

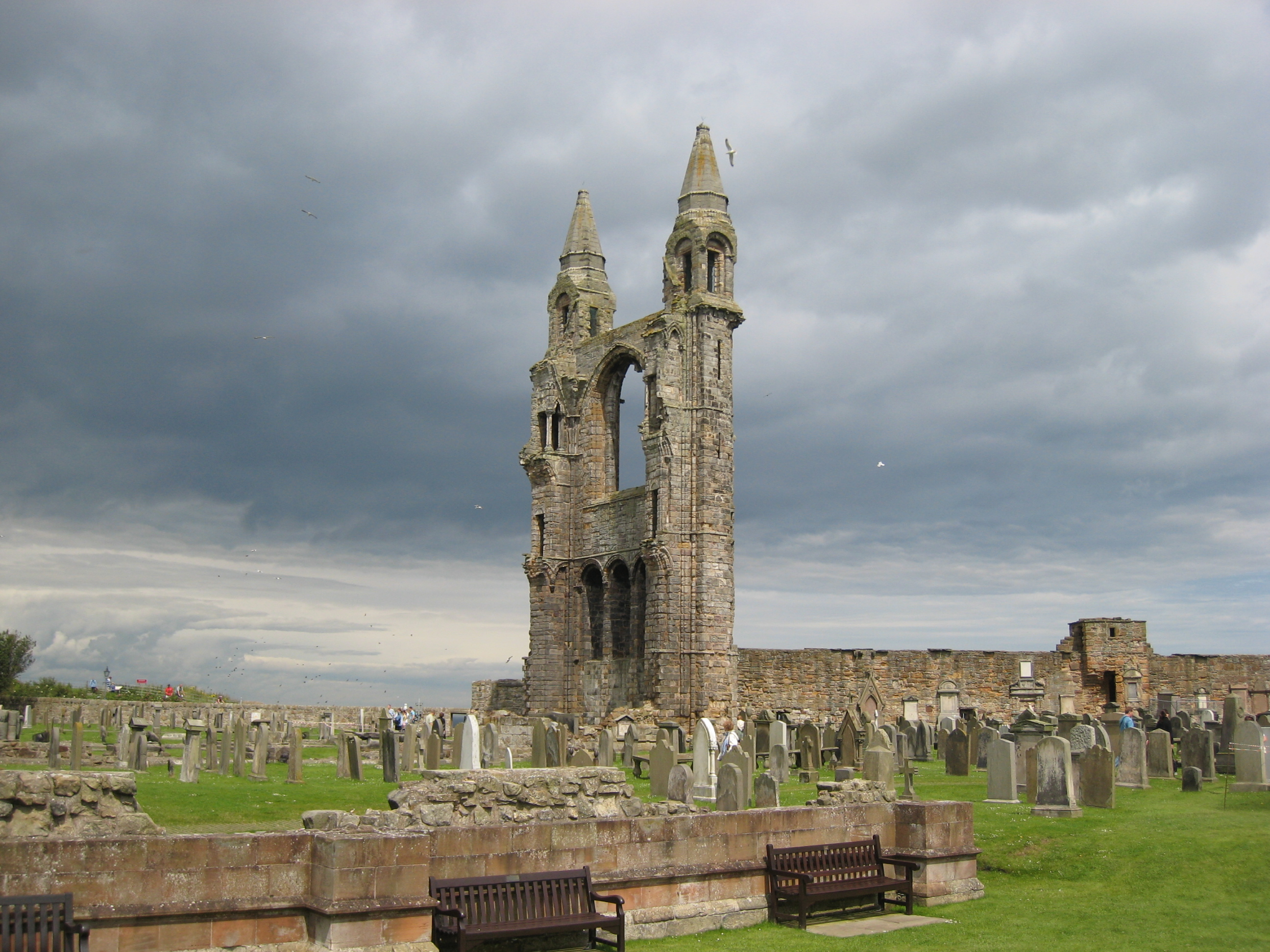
Ruinas de la Catedral de San Andrés

La arquidiócesis tiene 5504 km² y extiende su jurisdicción sobre los fieles católicos de rito latino residentes en parte de Escocia, comprendiendo la ciudad de Edimburgo, y las siguientes áreas: Scottish Borders, East Lothian, Midlothian, West Lothian, Falkirk; parte de Stirling y de Fife; y en East Dunbartonshire las parroquias de Lennoxtown, Milton y de Campsie Torrance, y en North Lanarkshire la parroquia de Kilsyth.
La sede de la arquidiócesis se encuentra en la ciudad de Edimburgo, en donde se halla la Catedral de Santa María de la Asunción. En Saint Andrews se encuentran las ruinas de la Catedral de San Andrés, destruida en junio de 1559 durante la Reforma escocesa.
La arquidiócesis tiene como sufragáneas a las diócesis de: Aberdeen, Argyll y de las Islas, Dunkeld y Galloway.
En 2022 en la arquidiócesis existían 109 parroquias.

## Historia

### Antigua arquidiócesis de San Andrés
El monasterio de San Andrés fue fundado según una lista de reyes pictos durante el reinado de Óengus II, fallecido en 834. Sin embargo, en los Anales de Úlster se registra un obituario de un abad de san Andrés para el año 747, por lo que es posible que la iglesia se fundara durante el reinado de Óengus I, quien gobernaba en esa época. Pronto se convirtió en la sede de un abad-obispo, el más importante de Escocia. El primer obispo conocido es Fothad.
El 17 de agosto de 1472 la diócesis fue elevada al rango de arquidiócesis metropolitana con 8 diócesis sufragáneas.
El último arzobispo católico de San Andrés fue John Hamilton, quien murió en 1571. Le sucedió John Douglas, quien rompió la comunión con la Santa Sede y estableció la sucesión de obispos de la Iglesia episcopal escocesa.

### Posterior a la Reforma protestante
Mediante la carta apostólica Ecclesia romana del 23 de marzo de 1623 el papa Gregorio XV erigió un vicariato apostólico con jurisdicción sobre Inglaterra y Escocia y nombró vicario apostólico a William Bishop, obispo in partibus de Calcedonia.
La prefectura apostólica de Escocia fue erigida por el papa Inocencio X el 13 de octubre de 1653. Inocencio XII elevó la prefectura apostólica a vicariato apostólico el 16 de marzo de 1694.
El 23 de julio de 1727 se dividió el vicariato dando lugar al vicariato apostólico del Distrito de las Tierras Altas y a la actual circunscripción, que asumió el nombre de vicariato apostólico del Distrito de las Tierras Bajas de Escocia.
El 13 de febrero de 1827 mediante el breve Quanta laetitia del papa León XII se dividió nuevamente dando lugar al vicariato apostólico del Distrito Oeste y a la actual circunscripción, que cambió su nombre por el de vicariato apostólico del Distrito Este (Eastern District of Scotland).
La arquidiócesis fue restaurada a su nombre actual el 4 de marzo de 1878 mediante la bula Ex supremo Apostolatus del papa León XIII.
En la Cuaresma de 2015 el arzobispo Cushley describió su visión para el futuro de la arquidiócesis en una carta pastoral titulada "Hemos encontrado al Mesías". El objetivo declarado del documento era "responder a la misión que le confió [al arzobispo Cushley] el papa Francisco: llevar la alegría del Evangelio a la sociedad contemporánea". Tras la publicación de la carta, el arzobispo Cushley se embarcó en 32 reuniones públicas en toda la arquidiócesis para discutir su visión, que incluye la posibilidad de crear unidades parroquiales más grandes mediante fusiones o cierres.
La arquidiócesis controla el cementerio de Mount Vernon. En 2017, el exsuperintendente del cementerio fue condenado por vender indebidamente parcelas de entierro durante 9 años, por ejemplo, por revender parcelas usadas, defraudar a la arquidiócesis y a las familias. 

## Estadísticas
Según el Anuario Pontificio 2023 la arquidiócesis tenía a fines de 2022 un total de 123 500 fieles bautizados.
| Año                                                                             | Población            | Población | Población      | Sacerdotes | Sacerdotes    | Sacerdotes    | Bautizados por sacerdote | Diáconos permanentes | Religiosos | Religiosos | Parroquias |
| Año                                                                             | Bautizados católicos | Total     | % de católicos | Total      | Clero secular | Clero regular | Bautizados por sacerdote | Diáconos permanentes | Varones    | Mujeres    | Parroquias |
| ------------------------------------------------------------------------------- | -------------------- | --------- | -------------- | ---------- | ------------- | ------------- | ------------------------ | -------------------- | ---------- | ---------- | ---------- |
| 1949                                                                            | 95 157               | 600 000   | 15.9           | 243        | 167           | 76            | 391                      |                      | 78         | 353        | 74         |
| 1969                                                                            | 126 000              | 1 339 472 | 9.4            | 262        | 176           | 86            | 480                      |                      | 161        | 405        | 99         |
| 1980                                                                            | 130 000              | 1 377 000 | 9.4            | 238        | 165           | 73            | 546                      |                      | 113        | 371        | 111        |
| 1990                                                                            | 120 560              | 1 413 000 | 8.5            | 190        | 131           | 59            | 634                      |                      | 83         | 263        | 100        |
| 1999                                                                            | 112 652              | 1 356 000 | 8.3            | 165        | 116           | 49            | 682                      | 1                    | 62         | 177        | 95         |
| 2000                                                                            | 112 652              | 1 360 000 | 8.3            | 166        | 114           | 52            | 678                      | 1                    | 64         | 180        | 94         |
| 2001                                                                            | 112 590              | 1 365 000 | 8.2            | 166        | 114           | 52            | 678                      | 1                    | 62         | 171        | 94         |
| 2002                                                                            | 112 885              | 1 392 300 | 8.1            | 156        | 109           | 47            | 723                      | 1                    | 59         | 166        | 108        |
| 2003                                                                            | 112 200              | 1 420 146 | 7.9            | 149        | 107           | 42            | 753                      | 1                    | 53         | 162        | 108        |
| 2004                                                                            | 112 978              | 1 434 347 | 7.9            | 135        | 99            | 36            | 836                      | 1                    | 46         | 157        | 106        |
| 2010                                                                            | 115 090              | 1 510 540 | 7.6            | 140        | 96            | 44            | 822                      | 4                    | 50         | 109        | 113        |
| 2012                                                                            | 115 900              | 1 533 000 | 7.6            | 120        | 76            | 44            | 965                      | 4                    | 52         | 93         | 113        |
| 2014                                                                            | 117 600              | 1 555 000 | 7.6            | 130        | 94            | 36            | 904                      | 3                    | 42         | 88         | 112        |
| 2017                                                                            | 120 500              | 1 571 800 | 7.7            | 117        | 75            | 42            | 1029                     | 6                    | 48         | 89         | 109        |
| 2020                                                                            | 122 280              | 1 595 000 | 7.7            | 115        | 81            | 34            | 1063                     | 9                    | 36         | 80         | 109        |
| 2022                                                                            | 123 500              | 1 606 000 | 7.7            | 113        | 79            | 34            | 1092                     | 9                    | 36         | 80         | 109        |
| Fuente: Catholic-Hierarchy, que a su vez toma los datos del Anuario Pontificio. |                      |           |                |            |               |               |                          |                      |            |            |            |

## Episcopologio
Prefectos apostólicos de Escocia
- William Ballantine † (13 de octubre de 1653-2 de septiembre de 1661 falleció)
- Alexander Winchester † (12 de junio de 1662-julio de 1693 renunció)
- Thomas Nicolson † (7 de septiembre de 1694-12 de octubre de 1718 falleció)
- James Gordon † (12 de octubre de 1718 por sucesión-23 de julio de 1727 nombrado vicario apostólico del Distrito de las Tierras Bajas)

Vicarios apostólicos del Distrito de las Tierras Bajas
- James Gordon † (23 de julio de 1727-18 de febrero de 1746 falleció)
- Alexander Smith † (18 de febrero de 1746 por sucesión-21 de agosto de 1767 falleció)
- James Grant † (21 de agosto de 1767 por sucesión-3 de diciembre de 1778 falleció)
- George Hay † (3 de diciembre de 1778 por sucesión-24 de agosto de 1805 renunció)
- Alexander Cameron † (24 de agosto de 1805 por sucesión-20 de agosto de 1825 renunció)
- Alexander Paterson † (20 de agosto de 1825 por sucesión-13 de febrero de 1827nombrado vicario apostólico del distrito Este)

Vicarios apostólicos del Distrito Este
- Alexander Paterson † (13 de febrero de 1827-30 de octubre de 1831 falleció)
- Andrew Carruthers † (28 de septiembre de 1832-24 de mayo de 1852 falleció)
- James Gillies † (24 de mayo de 1852 por sucesión-24 de febrero de 1864 falleció)
- John Menzies Strain † (2 de septiembre de 1864-15 de marzo de 1878 nombrado arzobispo de San Andrés y Edimburgo)

Arzobispos de San Andrés y Edimburgo
- John Menzies Strain † (15 de marzo de 1878-2 de julio de 1883 falleció)
- William Smith † (2 de octubre de 1885-16 de marzo de 1892 falleció)
- Angus McDonald † (15 de julio de 1892-29 de abril de 1900 falleció)
- James August Smith † (30 de agosto de 1900-25 de noviembre de 1928 falleció)
- Andrew Thomas (Joseph) McDonald, O.S.B. † (19 de julio de 1929-22 de mayo de 1950 falleció)
- Gordon Joseph Gray † (20 de junio de 1951-30 de mayo de 1985 retirado)
- Keith Michael Patrick O'Brien † (30 de mayo de 1985-18 de febrero de 2013 retirado)
- Leo William Cushley, desde el 24 de julio de 2013